# Phlebotomus acuminatus
Phlebotomus acuminatus är en tvåvingeart som beskrevs av Lewis och Dyce 1982. Phlebotomus acuminatus ingår i släktet Phlebotomus och familjen fjärilsmyggor.
Artens utbredningsområde är Northern Territory, Australien. Inga underarter finns listade i Catalogue of Life.